# 愛国殺人
『愛国殺人』（あいこくさつじん、原題：One, Two, Buckle My Shoe）は、アガサ・クリスティが1940年に発表した推理小説である。
原題はマザー・グースの童謡の1節（日本語訳：「いち、にい、わたしの靴の留金を締めて」）であり、以降20までの数え歌の歌詞が作品の章のタイトルとなっている。ただし、犯人が童謡の歌詞を用いて殺人を演出する「見立て殺人」ではない。
イギリスでは1940年11月に出版され、アメリカでは1941年2月に The Patriotic Murders（愛国殺人）というタイトルで出版された。

## あらすじ
歯科医の前では、イギリス最大の銀行の頭取、元女優、謎のギリシャ人、そして名探偵エルキュール・ポアロであっても等しく自尊心を傷つけられる。ようやく治療を終えて帰宅したポアロを待っていたのは、先程自らの診察を担当した歯科医モーリーの拳銃自殺を知らせる警察からの電話だった。
殺害現場で他殺の可能性を指摘して捜査を開始するポアロだったが、その後、彼と同じ日に歯科を訪れた患者の2人が殺害される。マザーグースの数え歌の歌詞を連想しつつ推理するポアロだが、ついに追い詰めた真犯人は「国を愛するがゆえの殺人」という驚愕の動機をポアロに語った。

## 登場人物
- ヘンリイ・モーリイ - 歯科医
- ジョージイナ・モーリイ - ヘンリイの妹
- ライリイ - ヘンリイのパートナー、アイルランド人
- グラディス・ネヴィル - ヘンリイの秘書
- フランク・カーター - グラディスの恋人
- アグネス・フレッチャー - モーリイ家の小間使
- アムバライオティス - ギリシャ人
- メイベル・セインズバリイ・シール - 元女優
- レジナルド・バーンズ - 内務省退職官吏
- アリステア・ブラント - 銀行頭取
- ヘレン・モントレザー - アリステアのまた従妹
- ジェイン・オリヴェイラ - アリステアの姪
- ジュリア・オリヴェイラ - ジェインの母
- ハワード・レイクス - ジェインの恋人
- アルバート・チャップマン - セールスマン
- シルヴィア・チャップマン - アルバートの妻
- ジャップ - 主任警部
- エルキュール・ポアロ - 私立探偵

## 作品の評価
江戸川乱歩は本書を作者ベスト8の1つに挙げている。

## 日本語訳
本作品は早川書房の日本語翻訳権独占作品である。なお、『愛国殺人』という日本語題名は、アメリカ版の原題 "The Patriotic Murders" の訳題であり、下記出版の原題にも採用されている。
| 題名     | 出版社   | 文庫名                     | 訳者     | 巻末                        | カバーデザイン  | 初版年月日    | ページ数 | ISBN          | 備考 |
| -------- | -------- | -------------------------- | -------- | --------------------------- | --------------- | ------------- | -------- | ------------- | ---- |
| 愛国殺人 | 早川書房 | ハヤカワ・ミステリ文庫1-18 | 加島祥造 | クリスティーと童謡殺人（S） | 真鍋博          | 1977年1月15日 | 315      | 4-15-070018-4 | 絶版 |
| 愛国殺人 | 早川書房 | クリスティー文庫19         | 加島祥造 | 解説 小森健太朗             | Hayakawa Design |               | 368      | 4-15-130019-8 |      |

## 翻案作品
TV作品
- 『名探偵ポワロ』第33話「愛国殺人」（1992年） デビット・スーシェ主演[注 1]

ラジオドラマ
- 2004年、BBC Radio 4で放送されている。